# Vad Herren äskar, vad är rätt
Vad Herren äskar, vad är rätt är en kristen psalm. Texten är skriven av Johan Åström.

## Publicerad i
- 1819 års psalmbok, som nummer 39 under rubriken "B. De förnämsta skapde varelserna. – 2. Människan".